# Campeonato Paulista de Futebol de 1952
O Campeonato Paulista de Futebol de 1952 foi a 12.ª edição do campeonato organizado pela Federação Paulista de Futebol. Teve o Corinthians como campeão e o São Paulo como vice. Baltazar, atacante corintiano, foi o artilheiro do campeonato, com 27 gols.

## História

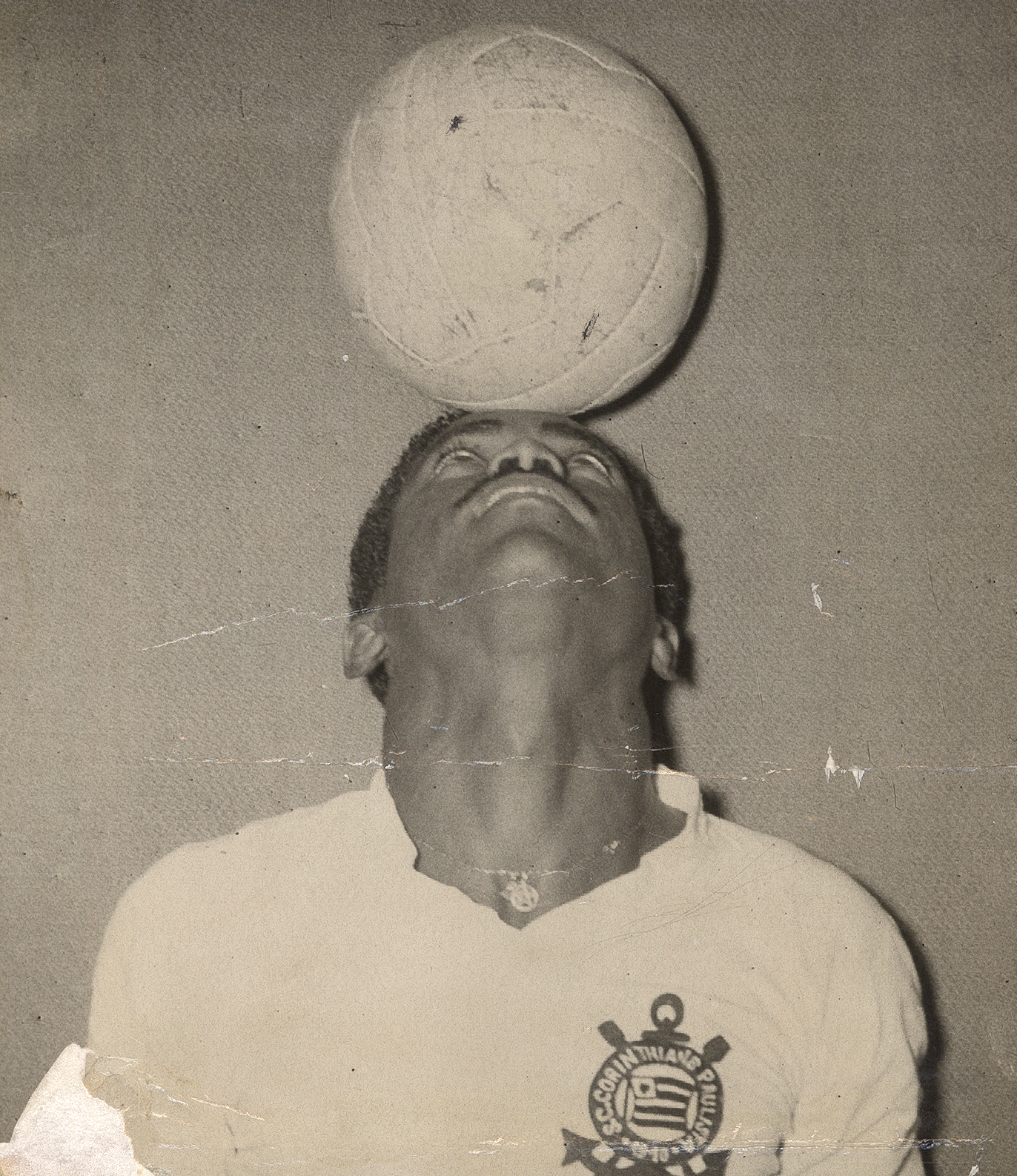
Baltazar, artilheiro da competição

O Jabaquara havia sido rebaixado, após terminar o Campeonato Paulista de 1951 e perder o "rebolo" para o XV de Jaú, porém entrou com um recurso no Conselho Nacional de Desportos para se manter na primeira divisão.
Sem conseguir derrubar a decisão do CND e temendo pelo prazo para início do torneio, a FPF incluiu provisoriamente o clube no campeonato, que passou a contar com dezesseis participantes, em vez dos quinze da temporada anterior. 
No fim de agosto, a permanência do Jabaquara foi mantida, por catorze votos a seis, na Assembleia Geral da FPF, que determinou uma mudança na Lei do Acesso: a partir daquele ano, cairiam dois clubes para a segunda divisão, subindo apenas um, até que o total de clubes na divisão principal chegasse a dezesseis. Entretanto, tal medida só seria cumprida até 1954.
O Corinthians tornou-se bicampeão paulista com uma rodada de antecedência perdendo para o XV de Jaú, em Jaú, por 3 a 1, porque o São Paulo perdeu para a Portuguesa no Pacaembu por 1 a 0. Restando apenas um jogo (dois pontos em disputa), o Alvinegro do Parque São Jorge fica com a taça, porque manteve os quatro pontos de diferença para o Tricolor.

## Campanha do Campeão
- 31/08/1952 Corinthians 3 x 2 Ponte Preta
- 07/09/1952 Corinthians 6 x 0 XV de Jaú
- 14/09/1952 Nacional 1 x 7 Corinthians
- 17/09/1952 Jabaquara 0 x 0 Corinthians
- 21/09/1952 Juventus 2 x 6 Corinthians
- 28/09/1952 Santos 2 x 3 Corinthians
- 05/10/1952 Corinthians 4 x 0 Ypiranga
- 12/10/1952 Radium 0 x 2 Corinthians
- 15/10/1952 Corinthians 4 x 0 Port. Santista
- 19/10/1952 Corinthians 1 x 0 Comercial (SP)
- 26/10/1952 Corinthians 3 x 4 Portuguesa
- 02/11/1952 Corinthians 2 x 1 Palmeiras
- 05/11/1952 Corinthians 2 x 2 XV de Piracicaba
- 09/11/1952 Guarani 1 x 4 Corinthians
- 16/11/1952 São Paulo 1 x 2 Corinthians
- 23/11/1952 Ponte Preta 0 x 1 Corinthians
- 30/11/1952 Corinthians 3 x 0 Nacional
- 04/12/1952 Corinthians 5 x 0 Radium
- 07/12/1952 Port. Santista 1 x 2 Corinthians
- 14/12/1952 Corinthians 2 x 1 Guarani
- 20/12/1952 Comercial (SP) 1 x 3 Corinthians
- 24/12/1952 Corinthians 3 x 0 Juventus
- 28/12/1952 XV de Piracicaba 2 x 1 Corinthians
- 31/12/1952 Corinthians 2 x 1 Ypiranga
- 04/01/1953 Corinthians 4 x 1 Santos
- 11/01/1953 Portuguesa 1 x 2 Corinthians
- 18/01/1953 Palmeiras 4 x 6 Corinthians
- 22/01/1953 Corinthians 2 x 0 Jabaquara
- 25/01/1953 XV de Jaú 3 x 1 Corinthians
- 01/02/1953 Corinthians 3 x 2 São Paulo

## Jogo do Título
| 25 de janeiro de 1953 | XV de Jaú                            | 3–1           | Corinthians | Estádio Artur Simões, Jaú, SP     |
| 16:00                 | Gésio 23' · Cilas 30' · Pinga II 58' | Ficha técnica | Carbone 14' | Árbitro: Querubim da Silva Torres |

- XV de Jaú: Miguel Jaime; Rui e Servílio; Jaime, Gérsio e Almir; Guanxuma, Nestor, Cilas, Pinga II e Baduca. Técnico:

- Corinthians: Gilmar; Homero e Olavo; Idário, Goiano e Roberto; Claudio, Luizinho, Baltazar, Carbone e Souzinha. Técnico: Rato.

## Classificação final
| Classificação - Final | Classificação - Final  | Classificação - Final | Classificação - Final | Classificação - Final | Classificação - Final | Classificação - Final | Classificação - Final | Classificação - Final | Classificação - Final |
| Time | Time                   | PG                    | J                     | V                     | E                     | D                     | GP                    | GC                    | SG                    |
| --- | ---------------------- | --------------------- | --------------------- | --------------------- | --------------------- | --------------------- | --------------------- | --------------------- | --------------------- |
| 1 | Corinthians            | 52                    | 30                    | 25                    | 2                     | 3                     | 89                    | 33                    | 56                    |
| 2 | São Paulo              | 46                    | 23                    | 21                    | 4                     | 5                     | 66                    | 31                    | 35                    |
| 3 | Portuguesa             | 42                    | 30                    | 18                    | 6                     | 6                     | 68                    | 44                    | 24                    |
| 4 | Palmeiras              | 40                    | 30                    | 18                    | 4                     | 8                     | 71                    | 46                    | 25                    |
| 5 | Santos                 | 34                    | 30                    | 13                    | 8                     | 9                     | 62                    | 46                    | 16                    |
| 6 | XV de Piracicaba       | 30                    | 30                    | 11                    | 8                     | 11                    | 54                    | 55                    | -1                    |
| 7 | XV de Jaú              | 29                    | 30                    | 13                    | 3                     | 14                    | 54                    | 55                    | -1                    |
| 7 | Comercial de São Paulo | 28                    | 30                    | 11                    | 6                     | 13                    | 44                    | 52                    | -8                    |
| 9 | Guarani                | 27                    | 30                    | 12                    | 3                     | 15                    | 50                    | 59                    | -9                    |
| 10 | Ypiranga               | 26                    | 30                    | 12                    | 2                     | 16                    | 48                    | 54                    | -6                    |
| 11 | Ponte Preta            | 23                    | 30                    | 9                     | 5                     | 16                    | 54                    | 59                    | -5                    |
| 12 | Nacional               | 22                    | 30                    | 9                     | 4                     | 17                    | 42                    | 65                    | -23                   |
| 13 | Portuguesa Santista    | 21                    | 30                    | 8                     | 5                     | 17                    | 46                    | 71                    | -25                   |
| 14 | Juventus               | 21                    | 30                    | 9                     | 3                     | 18                    | 46                    | 66                    | -20                   |
| 15 | Jabaquara              | 20                    | 30                    | 6                     | 8                     | 16                    | 26                    | 52                    | -26                   |
| 16 | Radium                 | 19                    | 30                    | 6                     | 7                     | 17                    | 29                    | 61                    | -32                   |
| PG - Pontos Ganhos; J - Jogos; V - Vitórias; E - Empates; D - Derrotas; GP - Gols Pró; GC - Gols Contra; SG - Saldo de Gols |                        |                       |                       |                       |                       |                       |                       |                       |                       |

|  |         |
|  | Campeão |

|  |            |
|  | Rebaixados |

| Campeão Paulista de 1952 |
| ------------------------ |
| CORINTHIANS (14º título) |